# Save a Prayer
Save a Prayer è un singolo del gruppo musicale britannico dei Duran Duran, pubblicato il 9 agosto 1982 dall'etichetta discografica EMI. È il terzo singolo estratto dall'album Rio.
È stata la canzone di maggior successo dell'album, arrivando a posizionarsi al secondo posto della Official Singles Chart.
Nel 1985 la canzone fu ripubblicata, in versione live, come singolo di lancio dopo The Wild Boys dall'album Arena.

## Tracce

### 7": EMI / EMI 5327 (Regno Unito)
1. Save a Prayer – 5:25
2. Hold Back The Rain (Remix) – 3:58

### 12": EMI / 12 EMI 5327 (Regno Unito)
1. Save a Prayer – 5:25
2. Hold Back The Rain (Remix) [extended] – 7:05

## B-sides, bonus tracks e versioni remix
La versione britannica del singolo "Save a Prayer" conteneva anche il remix di "Hold Back the Rain".

### Lista di versioni remix del brano
1. Save a Prayer - 5:34
2. Save a Prayer (Single Version) - 5:24
3. Save a Prayer (Video Version) - 6:03
4. Save a Prayer (Australian Promo Edit) - 4:10
5. Save a Prayer (Brazilian Edit) - 4:04
6. Save a Prayer (US Single version) - 3:44
7. Save a Prayer (Edizione speciale) - 3:55
8. Save a Prayer (Versione per il mercato giapponese) - 4:00
9. Save a Prayer (Thunder in Our Hearts remix) - 7:17 (This is an unofficial remix, though much loved and sought after by fans)

## Formazione
- Simon Le Bon – voce, chitarra acustica (live)
- Andy Taylor – chitarra, cori
- John Taylor – basso, cori
- Nick Rhodes – tastiera
- Roger Taylor – batteria

## Classifiche
| Classifica (1982)        | Posizione più alta |
| ------------------------ | ------------------ |
| UK Singles Chart         | 2                  |
| Irlanda                  | 2                  |
| Australian Singles Chart | 56                 |
| Billboard Hot 100 (1985) | 16                 |

## Videoclip
Il video è stato girato dal regista Russell Mulcahy tra le giungle, spiagge e templi dello Sri Lanka nell'aprile 1982. Le scene sono state girate in cima all'antica fortezza di roccia di Sigiriya, tra le rovine di un tempio buddista a Polonnaruwa e la costa meridionale dell'isola.